# Zaleya decandra
Zaleya decandra är en isörtsväxtart som först beskrevs av Carl von Linné, och fick sitt nu gällande namn av Nicolaas Laurens Nicolaus Laurent Burman. Zaleya decandra ingår i släktet Zaleya och familjen isörtsväxter. Inga underarter finns listade i Catalogue of Life.